# والدیر پرس
والدیر پرس (پرتغالی: Waldir Peres; ۲ ژانویهٔ ۱۹۵۱ – ۲۳ ژوئیهٔ ۲۰۱۷) بازیکن و مربی فوتبال اهل برزیل بود.
از باشگاه‌هایی که در آن بازی کرده‌است می‌توان به باشگاه ورزشی پورتوگیزا، باشگاه فوتبال کورینتیانس، باشگاه فوتبال پونته پرتا، باشگاه فوتبال سانتا کروز، باشگاه فوتبال سائو پائولو، و باشگاه فوتبال گوارانی اشاره کرد.
وی همچنین در تیم ملی فوتبال برزیل بازی کرده‌است.